# Louise Amelie af Baden
Louise af Baden, også kendt som Louise af Wasa, fuldstændigt navn: Louise Amelie Stephanie (5. juni 1811 i Schwetzingen, Baden-Württemberg – 19. juli 1854 i Královo Pole, Tjekkiet), født som prinsesse af Baden, blev prinsesse af Wasa gennem sit ægteskab.

## Forældre
Louise var datter af storhertug Karl af Baden (1786 – 1818) og Stéphanie de Beauharnais (Stéphanie var adoptivdatter af Napoleon Bonaparte).

## Ægteskab
Gift med den tidligere svenske kronprins Gustav af Wasa (1799 – 1877). Parret fik to børn:
- Ludvig af Wasa, kaldt Louis (3. februar 1832 – 17. februar 1832), den yngste mandlige arving fra det tidligere svenske kongehus Holsten-Gottorp.
- Carola af Wasa (1833 – 1907), gift med kong Albert af Sachsen (1828 – 1902), dronning af Sachsen 1873-1902.